# Басараб Пандуру
Басараб Пандуру (рум. Basarab Panduru, нар. 11 липня 1970, Мирзенешть) — румунський футболіст, що грав на позиції півзахисника. По завершенні ігрової кар'єри — тренер.
Виступав, зокрема, за клуби «Стяуа» та «Бенфіка», а також національну збірну Румунії.
Триразовий чемпіон Румунії. Володар Кубка Румунії. Володар Кубка Португалії. Чемпіон Португалії. Володар Суперкубка Португалії.

## Клубна кар'єра
У дорослому футболі дебютував 1987 року виступами за команду «Решица», в якій провів чотири сезони. 
Своєю грою за цю команду привернув увагу представників тренерського штабу клубу «Стяуа», до складу якого приєднався 1991 року. Відіграв за бухарестську команду наступні чотири сезони своєї ігрової кар'єри. Більшість часу, проведеного у складі «Стяуа», був основним гравцем команди. За цей час тричі виборював титул чемпіона Румунії.
Згодом з 1995 по 1996 рік грав у складі команд «Бенфіка» та «Ксамакс». Протягом цих років додав до переліку своїх трофеїв титул володаря Кубка Португалії.
У 1996 році повернувся до клубу «Бенфіка». Цього разу провів у складі його команди два сезони. 
Протягом 1998—1999 років захищав кольори клубу «Порту». За цей час додав до переліку своїх трофеїв титул чемпіона Португалії, ставав володарем Суперкубка Португалії.
Завершив ігрову кар'єру у команді «Салгейруш», за яку виступав протягом 1999—2000 років.

## Виступи за збірну
У 1992 році дебютував в офіційних матчах у складі національної збірної Румунії.
У складі збірної був учасником чемпіонату світу 1994 року у США.
Загалом протягом кар'єри в національній команді, яка тривала 5 років, провів у її формі 22 матчі, забивши 1 гол.

## Кар'єра тренера
Розпочав тренерську кар'єру невдовзі по завершенні кар'єри гравця, 2002 року, очоливши тренерський штаб клубу «Тімішоара».
У 2003 році став головним тренером команди «Тімішоара», тренував тімішоарську команду один рік.
Згодом протягом 2005 року очолював тренерський штаб клубу «Васлуй».
Протягом тренерської кар'єри також очолював команду «Фарул».
Наразі останнім місцем тренерської роботи був клуб «Прогресул», головним тренером команди якого Басараб Пандуру був протягом 2007 року.

## Титули і досягнення
- Чемпіон Румунії (3):

«Стяуа»: 1992-1993, 1993-1994, 1994-1995
- Володар Кубка Румунії (1):

«Стяуа»: 1991-1992
- Володар Кубка Португалії (1):

«Бенфіка»: 1995-1996
- Чемпіон Португалії (1):

«Порту»: 1998-1999
- Володар Суперкубка Португалії (1):

«Порту»: 1999